# Józef Kwietniewski
Józef Kwietniewski (ur. 19 kwietnia 1903 w Lünen, zm. 5 sierpnia 1969 w Bytomiu) – polski polityk, działacz komunistyczny, poseł na Sejm PRL III i IV kadencji z ramienia PZPR, harcmistrz, inspektor Związku Harcerstwa Polskiego w Niemczech.

## Życiorys

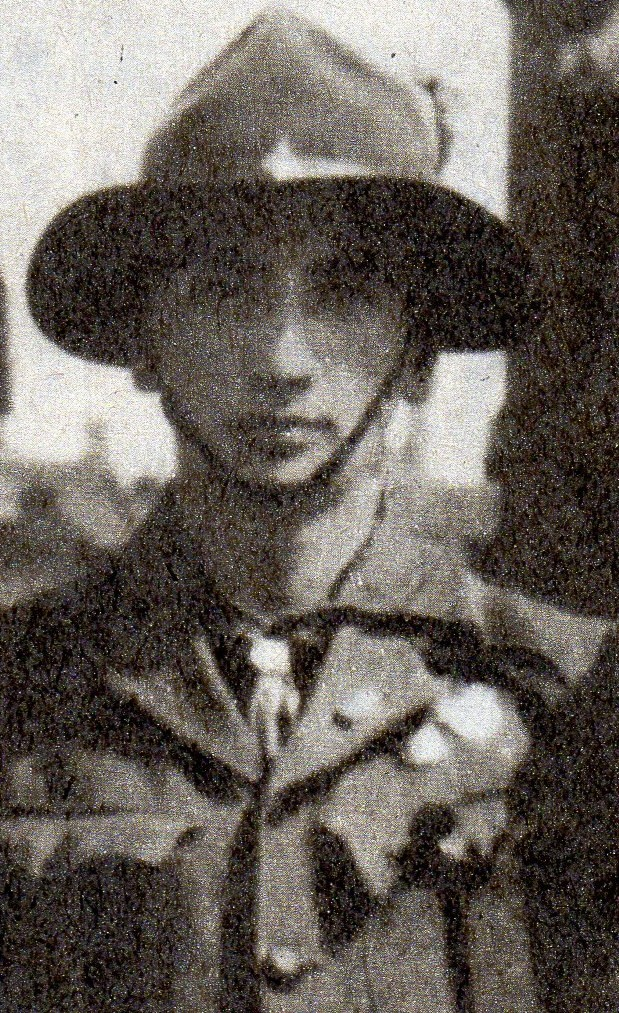
Młody Józef Kwietniewski w mundurze harcerskim

Syn Władysława (górnika, zm. 1908) i Zofii ze Święcickich, miał siostrę i brata. Od 1905 mieszkał w Berlinie, gdzie w 1909 podjął naukę w szkole powszechnej, ukończoną w 1917. Od 1915 działał w harcerstwie. Był harcmistrzem i inspektorem Związku Harcerstwa Polskiego w Niemczech. Od 1917 przez wiele lat należał do berlińskiego Towarzystwa Polskiej Młodzieży Kupieckiej, gdzie przez wiele lat był bibliotekarzem oraz przez dwa lata sekretarzem. Nauczał na kompletach młodzieżowych. Ukończył średnie studia bankowe, pracował w Konsulacie Generalnym RP w Berlinie. W 1924 należał do Centrali Związku Polaków w Niemczech (do którego wstąpił w 1923), a w latach 1924–1929 był redaktorem „Biuletynu” wydawanego przez ZPwN.
1 września 1934 został przeniesiony na Śląsk przez Centralę Związku Polaków w Niemczech, gdzie został sekretarzem Gimnazjum Polskiego w Bytomiu. Podczas II wojny światowej był więźniem obozów koncentracyjnych Buchenwald i Ravensbrück. W 1945 powołany w skład komisji weryfikacyjnych na Górnym Śląsku, odpowiadających za przymusowe wysiedlenie miejscowej ludności do Niemiec.
Od listopada 1945 do końca życia zasiadał w Miejskiej Radzie Narodowej w Bytomiu. W kwietniu 1947 wstąpił do Polskiej Partii Robotniczej, z którą w grudniu 1948 przystąpił do Polskiej Zjednoczonej Partii Robotniczej. W latach 1947–1950 był wiceprezydentem Bytomia. W 1949 wstąpił do Związku Bojowników o Wolność i Demokrację, w którym był prezesem bytomskiego oddziału, członkiem prezydium zarządu okręgu oraz zasiadał w radzie naczelnej. W latach 1951–1955 pracował w zarządzie okręgu katowickiego ZBoWiD.
Od lipca 1950 do marca 1951 dyrektor Bytomskiej Hurtowni Centrali Odzieżowej, potem wicedyrektor w Szpitalu Miejskim nr 1 w Bytomiu. Był też zastępcą dyrektora Przedsiębiorstwa Robót Górniczych w Bytomiu. Od 1956 do 1967 zasiadał w egzekutywie Komitetu Miejskiego PZPR w Bytomiu. Był przewodniczącym Wojewódzkiego Komitetu Frontu Jedności Narodu oraz członkiem Ogólnopolskiego Komitetu FJN. W latach 1961–1969 był posłem na Sejm III i IV kadencji. Zmarł w trakcie pełnienia mandatu w wyniku zawału serca.
Pochowany został 8 sierpnia 1969 cmentarzu Mater Dolorosa w Bytomiu. Jego imię nadano jednej z ulic w Bytomiu oraz szkole podstawowej w Łagiewnikach Wielkich.

## Odznaczenia
- Krzyż Oficerski Orderu Odrodzenia Polski
- Złoty Krzyż Zasługi (1954)[3]
- Srebrny Krzyż Zasługi (1946)[4]
- Śląski Krzyż Powstańczy
- Wielkopolski Krzyż Powstańczy
- Medal Zwycięstwa i Wolności 1945
- Medal 10-lecia Polski Ludowej (1955)[5]
- Medal Niepodległości
- Odznaka 1000-lecia Państwa Polskiego (1966)[6]
- Medal „Za Walkę z Faszyzmem w latach 1933–1945” (Niemcy Wschodnie)[7]